# 黒部ショッピングセンター メルシー
黒部ショッピングセンター メルシーは富山県黒部市新牧野にある、澤田グループ経営のショッピングセンター。一般県道沓掛魚津線を挟んで黒部市役所の向かいに位置する。2階建てである。

## 概要
黒部市内にはこれまで大型店進出の計画があったものの、都市計画事業の遅れやそれに伴う土地問題などで長らく実現していない状況であったが、1979年（昭和54年）9月に黒部共同店舗設立準備会が結成され、1980年（昭和55年）9月27日に、通商産業省（現・経済産業省）へ認許可申請を行った。
その後、黒部市街地 (電鉄黒部駅) から約0.5kmの地点に1982年（昭和57年）8月7日にオープンした。開店当時の店舗数は31店舗、店舗面積は5,854㎡。店名の「メルシー」は「いつもありがとう」という感謝の心を表現しており、多数の応募の中から選ばれた。
1990年（平成2年）6月、ポイントカードシステムが導入された。
2014年（平成26年）8月末にリニューアル工事のため閉店し、同年12月11日は、リニューアルオープンした。同時に澤田グループによる運営に移行した。
2018年（平成30年）1月24日には黒部市出身お笑い芸人である牧野ステテコによるライブ「牧野ステテコお笑いライブ」が行われた。

## テナント
- 大阪屋ショップ
- フラワーショップ 花まつ
- ダイニングカフェ スワロー
- やきとり・お惣菜 はなまる
- お持ち帰りすし ばらずし
- お持ち帰り弁当 ほっかほっか亭
- 惣菜カフェ やくぜん そうざいKuu
- クリーニング サニードライ
- 美容院 MONTE ANN
- 書籍・文具・CD BOOKSなかだ
- 婦人服・紳士服 ファッションオギノ ラシュール
- 子供服専門店 THE STORE FOR KIDS /F.O.KIDS
- 買取専門店 BUY KING
- 携帯電話ショップ ソフトバンク メルシー黒部
- 靴・雨具 SHOES SHOP あさひ
- お酒 酒天市場
- ナチュラルウェア・雑貨 kiki
- 焼きたてパン Farine
- フィットネス カーブス
- 雑貨・日用品 100円ショップ　ポピア
- 学習塾 個別指導塾スタンダード
- 衣服のお直し専門店 ユア クローゼット
- メルシーゲームコーナー
- 黒部子育て支援センター
- メルシー文化教室（研修室大・研修室小 貸出可）
- みらーれテレビ

### 過去のテナント
- スパー[7]
- トーカマート[7]
- まつひら（精肉、1994年時点）[3]
- 大崎（和洋菓子、1994年時点）[3]
- ラブリー（薬粧、1994年時点）[3]
- じんぼ（手芸、1994年時点）[3]
- スギイ（時計宝飾、1994年時点）[3]
- ドナルド（おもちゃ、1994年時点）[3]
- 前沢（化粧品、1994年時点）[3]

## 交通アクセス
- 富山地方鉄道本線電鉄黒部駅から徒歩5分 (約0.5km)
- あいの風とやま鉄道黒部駅から徒歩15分 (約1.0km)